# محمد أبو طلب
محمد أبو طلب (ولد في 27 يونيو 1954) هو إرهابي مصري المولد الذي أدين في 21 ديسمبر 1989 بسلسلة من التفجيرات في كوبنهاغن وأمستردام عام 1985 وحكم عليه بالسجن مدى الحياة في السويد. كما تم التحقيق معه فيما يتعلق بتفجير طائرة بان آم 103 (كارثة لوكربي) في 21 ديسمبر 1988.
في أكتوبر 2009 أفيد بأن أبو طلب قد أطلق سراحه من سجن سودرتاليا بالسويد بعد عدة أسابيع من منح عبد الباسط المقرحي (الرجل المدان بتفجير لوكيربي) الإفراج بسبب الرأفة من السجن في اسكتلندا ليعود إلى ليبيا.

## الخلفية
ولد أبو طلب في بورسعيد في مصر. كان جنديا في الجيش المصري كما تلقى تدريبا في الاتحاد السوفيتي. انضم إلى منظمة التحرير الفلسطينية في عام 1970. أكد أنه هرب من الجيش المصري في منتصف السبعينيات ثم هرب إلى لبنان عبر الأردن بجواز سفر مزور. انضم إلى جبهة النضال الشعبي الفلسطيني في عام 1974 وشارك معها خلال المراحل الأولى من الحرب الأهلية اللبنانية. هناك ترقى إلى رتبة ملازم وقيادة 100 رجل أمن. كما ذهب إلى بيروت حيث أصيب في القتال عام 1976 وأمضى العامين التاليين في دراسة السياسة والاقتصاد في جامعة بيروت.
في عام 1986 وصل أبو طلب إلى السويد من سوريا مع زوجته وطفله بجواز سفر مغربي مزور باسم بلعيد مسعود بن هادي ومنح حق اللجوء السياسي هناك. استقر في أوبسالا وقام بإدارة متجر متخصص في الأطعمة العربية وأشرطة الفيديو.

## تفجير 1985
في 21 ديسمبر 1989 أدانت محكمة في أوبسالا أبو طلب وثلاثة رجال آخرين بسبب سلسلة من التفجيرات التي وقعت في كوبنهاغن وأمستردام في عام 1985. وقعت تفجيرات في كوبنهاغن في 22 يوليو 1985 عندما انفجرت قنبلة خارج مكاتب شركة خطوط نورث ويست الجوية في كوبنهاغن مما أسفر عن مقتل مواطن جزائري وإصابة أكثر من عشرين شخصا. انفجرت قنبلة ثانية في الكنيس الكبير في كوبنهاجن مما أسفر عن إصابة سبعة أشخاص.
بالإضافة إلى هذه القنابل فقد أدين الرجال بتفجير مكاتب شركة إل عال الإسرائيلية في كوبنهاجن وأمستردام الأمر الذي لم يسفر عن وقوع إصابات. حكمت المحكمة على أبو طلب ومارتن إيماندي (وهو من فلسطينيي سوريا ويحمل الجنسية السويدية) بالسجن مدى الحياة (وهو ما يعني في السويد عموما 20 عاما على الأكثر) بينما كان الرجلان الآخران وهما الأخوان محمود ومصطفى بالسجن لمدة ست سنوات وسنة واحدة على التوالي بسبب تورطهما في الاعتداءات.
حافظ أبو طلب على براءته وقال أنه أنهى جميع الأنشطة الإرهابية فيما يتعلق بفلسطين في نهاية عام 1982.

## تفجير لوكيربي
في مايو 1989 ألقي القبض على أبو طلب فيما يتصل بتفجير طائرة بان آم الرحلة 103 في 21 ديسمبر 1988 حيث قتل 270 شخصا. تعرض للاشتباه بعد أن اكتشف المحققون السويديون أنه سافر إلى مالطا في أكتوبر عام 1988 قبل شهرين من التفجير. وجد المحققون البريطانيون في وقت سابق أن القنبلة كانت مخبأة في مسجل كاسيت راديو وضع في حقيبة ملفوفة في ملابس تم شرائها في مالطا. في شقة أبو طلب في أوبسالا عثرت الشرطة أيضا على تقويم عام 1988 بتاريخ 21 ديسمبر. بالإضافة إلى ذلك سجلت زوجة أبو طلب في مكالمة هاتفية تحذر فلسطينيا مجهولا آخر من التخلص من الملابس فورا. كما ادعي تورط أبو طلب في التفجير في تقرير صدر عام 2002 بتكليف من محامي عبد الباسط المقرحي الرجل المدان في التفجير. نفى أبو طلب تورطه في التفجير وقال أن رحلته إلى مالطا كانت للعمل.
في دفاع خاص في محاكمة بان آم الرحلة 103 ادعى محامي الدفاع أن الجبهة الشعبية لتحرير فلسطين – القيادة العامة والمدعومة من قبل قوات الأمن العام كانت أقل مسؤولية عن تفجير طائرة بان آم الرحلة 103 ودعوا أبو طلب إلى تقديم أدلة في المحاكمة لأنهم زعموا أنه مرتبط بكلتا المجموعتين الإرهابيتين. بدلا من ذلك ظهر أبو طلب كشاهد الإدعاء وفي شهادته في نوفمبر 2000 أخبر المحكمة أنه لم يشارك في تفجير لوكيربي في ديسمبر 1988. قال أنه كان في المنزل يرعى الأطفال في السويد وقت التفجير.
في يونيو 2007 نفى مكتب التاج أن يكون أبو طلب يتمتع بالحصانة وأعلن أنه ما زال بإمكانه مقاضاته بتفجير لوكيربي.